# Саудовская Аравия на летних Олимпийских играх 1972
Саудовская Аравия принимала участие в Летних Олимпийских играх 1972 года в Мюнхене (ФРГ) впервые в истории и не завоевала ни одной медали. Сборную страны представляли 10 спортсменов, выступавших только в лёгкой атлетике.

## Результаты

### Лёгкая атлетика
| Спортсмен                                                                          | Дисциплина       | Первый раунд | Первый раунд | Четвертьфинал        | Четвертьфинал        | Полуфинал             | Полуфинал             | Финал                 | Финал                 |
| Спортсмен                                                                          | Дисциплина       | Время        | Место        | Время                | Место                | Время                 | Место                 | Время                 | Место                 |
| ---------------------------------------------------------------------------------- | ---------------- | ------------ | ------------ | -------------------- | -------------------- | --------------------- | --------------------- | --------------------- | --------------------- |
| Мансур Аль-Джаид                                                                   | 100 м            | 10,61        | 34           | Завершил выступления | Завершил выступления | Завершил выступления  | Завершил выступления  | Завершил выступления  | Завершил выступления  |
| Саид Халил Аль-Досари                                                              | 200 м            | 22,56        | 55           | Завершил выступления | Завершил выступления | Завершил выступления  | Завершил выступления  | Завершил выступления  | Завершил выступления  |
| Мохамед Яман Аль-Досари                                                            | 400 м            | 49,67        | 60           | Завершил выступления | Завершил выступления | Завершил выступления  | Завершил выступления  | Завершил выступления  | Завершил выступления  |
| Абдул Вахаб Насер Аль-Сафра                                                        | 1500 м           | 4:14,5       | 65           | н/д                  | н/д                  | Завершил выступления  | Завершил выступления  | Завершил выступления  | Завершил выступления  |
| Абдулла Аль-Мабрук                                                                 | 5000 м           | 15:51,0      | 60           | н/д                  | н/д                  | н/д                   | н/д                   | Завершил выступления  | Завершил выступления  |
| Мохамед Яман Аль-Досари Мансур Аль-Джаид Билал Саид Аль-Азма Саид Халил Аль-Досари | эстафета 4x100 м | 43,35        | 25           | н/д                  | н/д                  | Завершили выступления | Завершили выступления | Завершили выступления | Завершили выступления |

| Спортсмен             | Дисциплина     | Квалификация | Квалификация | Финал                | Финал                |
| Спортсмен             | Дисциплина     | Результат    | Место        | Результат            | Место                |
| --------------------- | -------------- | ------------ | ------------ | -------------------- | -------------------- |
| Билал Саид Аль-Азма   | прыжки в длину | 6,32         | 35           | Завершил выступления | Завершил выступления |
| Гази Салех Марзук     | тройной прыжок | 13,83        | 33           | Завершил выступления | Завершил выступления |
| Хуссейн Аль-Таиб Маки | толкание ядра  | 11,57        | 29           | Завершил выступления | Завершил выступления |
| Саид Фарук Аль-Турки  | метание диска  | 22,78        | 28           | Завершил выступления | Завершил выступления |
| Абдул Атиф Аль-Катани | метание молота | 53,06        | 22           | Завершил выступления | Завершил выступления |